# Capanna Poncione di Braga
Die Capanna Poncione di Braga, auch Rifugio Poncione di Braga (deutsch Poncione di Bragahütte), ist eine Schutzhütte in der Gemeinde Lavizzara im Valle di Peccia im Kanton Tessin in den Leopontinischen Alpen auf einer Höhe von 2000 m ü. M. Sie ist Etappenort der Via Alta Vallemaggia.

## Geschichte und Beschreibung
Die Hütte in Stein und Holz wurde 1998 eröffnet und 2005 erweitert. Sie gehört der Sektion Locarno der Unione Ticinese Operai Escursionisti (UTOE) unter dem Dachverband Federazione Alpinistica Ticinese (FAT).
Die Küche mit Holz- und Gasherd ist komplett ausgerüstet. Das Esszimmer hat 30 Plätze und der Aussenplatz Tische und Brunnen. Die 18 Betten sind auf vier Zimmer aufgeteilt. Es hat eine Holzheizung und eine Beleuchtung mit Sonnenkollektoren.
Die Selbstversorgerhütte steht wenig oberhalb der Waldgrenze im oberen Valle di Peccia am Fusse der Alpen von Masnee und Sròdan. Sie ist auch im Winter für Schneeschuhläufer und Skitourenfahrer erreichbar. Getränke sind immer verfügbar. Bei Anwesenheit des Hüttenwarts (Juli bis August) wird von ihm gekocht.

## Hüttenzustieg mit Gehzeit
- Von Piano di Peccia (1034 m ü. M.) in 2 ½ Stunden (Schwierigkeitsgrad T2).
- Von Robiei (1034 m ü. M.)  in 4 Stunden. Robiei kann mit öffentlichen Verkehrsmitteln und der Kraftwerkseilbahn erreicht werden.
- Von Ghiéiba (1230 m ü. M.) in 2 Stunden (T2). Kann mit öffentlichen Verkehrsmitteln erreicht werden (T2).

## Wanderung
- Lago della Fròda (2363 m ü. M.) in 1 ½ (T3).

## Trekking dei Laghetti Alpini
Der 2019 eröffnete «Trekking der Bergseen» führt als Rundtour in fünf Etappen von Fusio via die Hütten Poncione di Braga – Basodino – Maria Luisa –- Cristallina über normale Bergwanderwege (T3) und teilweise über alpine Routen (T4) zurück nach Fusio.

## Aufstiege
- Poncione di Braga (2864 m ü. M.)[4]
- Pizzo della Rossa (2576 m ü. M.)
- Pizzo Castello (2808 m ü. M.)
- Pulpito (2616 m ü. M.)
- Taneda (2328 m ü. M.)
- Cavallo del Toro (2710 m ü. M.)
- Mottone (2812 m ü. M.)
- Pizzo del Ghiacciaio di Sasso Nero (2842 m ü. M.)

## Übergänge zu Nachbarhütten
- Capanna Basòdino in 4 Stunden (T3)
- Capanna Cristallina in 5 Stunden (T3)